# 파코와 마법 동화책
파코와 마법 동화책(パコと魔法の絵本: Paco And The Magical Picture Book)은 일본에서 제작된 나카시마 테츠야 감독의 2008년 가족 영화이다. 야쿠쇼 코지 등이 주연으로 출연하였고 아마기 모리오 등이 제작에 참여하였다.

## 출연

### 주연
- 야쿠쇼 코지
- 아야카 윌슨
- 츠마부키 사토시
- 츠치야 안나
- 아베 사다오
- 카세 료

### 조연
- 코이케 에이코
- 게키단 히토리
- 야마우치 타카야
- 쿠니무라 준
- 카미카와 타카야

## 제작진
- 원작자: 고토 히로히토
- 의상: 신타니 히로미